# هنري والتر بارنت
هنري والتر بارنت (بالإنجليزية: Henry Walter Barnett)‏ هو مصور أسترالي، ولد في 25 يناير 1862 في St Kilda, Victoria ‏ في أستراليا، وتوفي في 16 يناير 1934 في نيس في فرنسا.